# Nikolaevka (Oblast' di Ul'janovsk)
Nikolaevka (in russo Николаевка?) è un villaggio operaio della Russia europea, situato nell'oblast' di Ul'janovsk. È il centro amministrativo del rajon Nikolaevskij.
Si trova nella parte meridionale della regione 198 km a sud-ovest di Ul'janovsk. Nel villaggio si trova la stazione ferroviaria «Ključiki» sulla sezione Penza - Syzran' del percorso storico della Ferrovia Transiberiana.